# هیپپوکون
در اساطیر یونان، هیپوکون (Ἱπποκόων) یکی از پسرهای پادشاه اوئبالوس و ملکه گورگوفونه در اسپارت بود. وقتی که پدر او از دنیا رفت، برادر هیپوکون، یعنی تیندارئوس پادشاه شد. هیپوکون او را سرنگون ساخت و تاج و تخت او را، فقط برای کشتن هراکلس تصاحب نمود. او کسی بود که پسر خود (و یا به عبارتی یازده پسر خود)، از جمله لایکون، آلکون، و آلکینوئوس را به منظور ابقاء تیندارئوس کشته بود. در کتاب آئه نید ذکر شده که هیپوکون در مسابقه تیر و کمانی که در مراسم سوگواری آنخیسس برگزار شده بود، شرکت کرد. تیر او به خطا رفت، اما توانست دکل یا پایه ای را که هدف کبوتری شکل بدان گره خورده بود را سوراخ کند.